# 火焰斑捻螺
火焰斑捻螺（学名：Punctacteon flammeus）为捻螺科斑捻螺属的动物。分布于非洲东岸、马达加斯加、毛里求斯、斐济、托里斯海峡、印度尼西亚、汤加群岛、菲律宾、日本以及中国大陆的海南等地，属于暖水性种。其主要栖息于潮间带砂质底。